# پاتاکانچا
پاتاکانچا (به اسپانیایی: Patacancha) یک کوه در پرو است که در Peru, Cusco Region واقع شده‌است. پاتاکانچا ۴٬۶۶۶ متر بالاتر از سطح دریا واقع شده‌است.